# يان كلارك (سياسي)
يان كلارك (بالإنجليزية: Ian Clarke)‏ هو طبيب ورائد أعمال وشخصية أعمال وسياسي أوغندي، ولد في 1952 في مقاطعة أرما في المملكة المتحدة.